# Società Sportiva Arezzo
Società Calcio Arezzo é um clube italiano da cidade de Arezzo. Atualmente disputa a Série C (terceira divisão) do Campeonato Italiano.
Seu estádio é o Stadio Città di Arezzo, com capacidade de 13,128 lugares. As cores do time são grená e branco.

## História

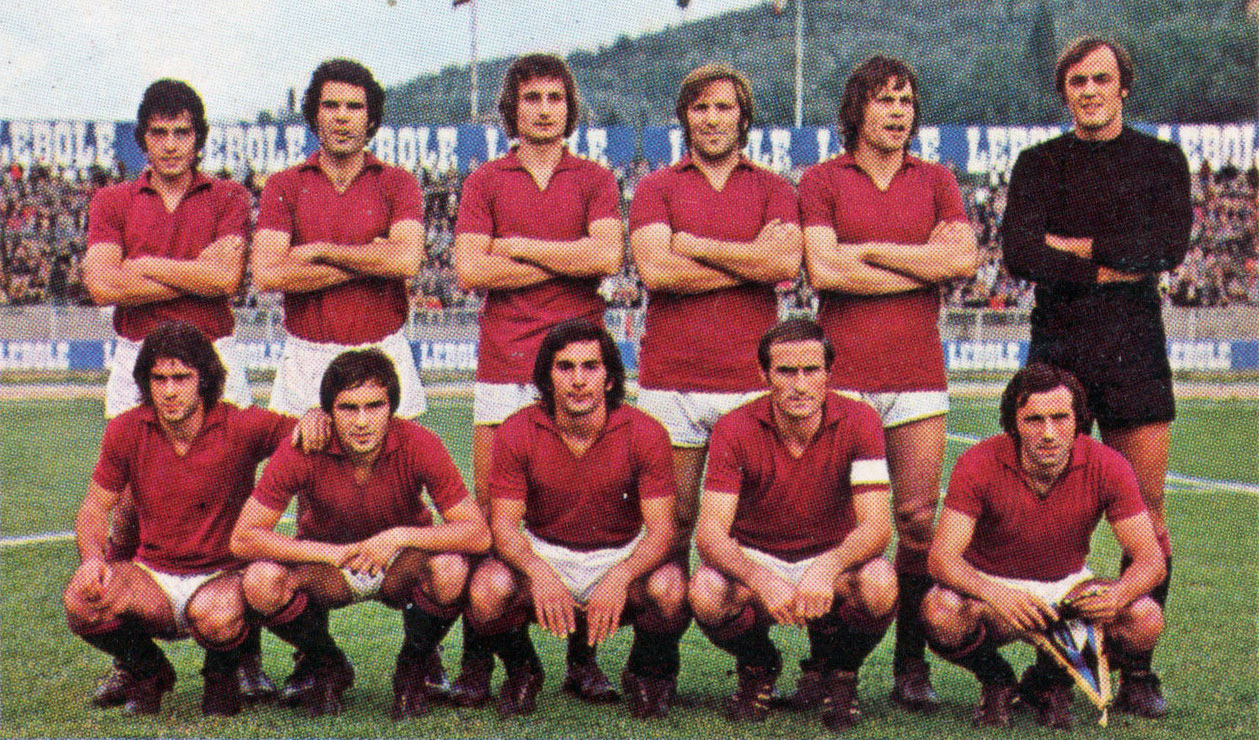
Arezzo 1973–74

Foi fundado em 9 de setembro de 1923 por um grupo de amigos, como Juventus FC Arezzo (em homenagem à Juventus). Na temporada 1992–93, entrou em falência pela primeira vez, quando tinha o nome de 'Unione Sportiva Arezzo, recomeçando sua trajetória na Série D italiana.
Com a nomenclatura de Associazione Calcio Arezzo, o time viveu bons momentos no final da década de 1990, mas entrou novamente em falência após a temporada 2009–10, voltando à Série D renomeado como Associazione Sportiva Dilettantistica Atletico Arezzo. Vendido a um consórcio de empresários sediado em Roma que incluía o ator Luca Zingaretti, o time foi rebatizado como Unione Sportiva Dilettantistica Arezzo em julho de 2012, tendo o ex-jogador argentino Abel Balbo como auxiliar e coordenador-tpecnico.
Em julho de 2012, é renomeado mais uma vez, agora para Unione Sportiva Arezzo, tendo Balbo como seu treinador. O argentino comandou a equipe até outubro do mesmo ano, e em janeiro de 2013, o empresário Mauro Ferretti compra a agremiação.
Em março de 2018, o Arezzo entra em falência e é colocado em exercício provisório para encerrar a temporada, sendo comprado em um leilão realizado em maio e passando a se chamar Società Sportiva Arezzo, mantendo a história esportiva do clube.

## Títulos
- Coppa Italia Serie C: 1980–81
- Supercopa da Liga Série C1: 2004